# 蒂内拉堡
蒂内拉堡（義大利語：Castiglione Tinella）是意大利库内奥省的一个市镇。总面积12平方公里，人口870人，人口密度72.5人/平方公里（2009年）。ISTAT代码为004056。